# Стшельце (Свідницький повіт)
Стшельце (пол. Strzelce, давня назва - Стрільці) — село в Польщі, у гміні Марциновиці Свідницького повіту Нижньосілезького воєводства.
Населення — 400 осіб (2011).
У 1975-1998 роках село належало до Валбжиського воєводства.

## Демографія
Демографічна структура станом на 31 березня 2011 року:
|          | Загалом | Допрацездатний вік | Працездатний вік | Постпрацездатний вік |
| -------- | ------- | ------------------ | ---------------- | -------------------- |
| Чоловіки | 205     | 41                 | 151              | 13                   |
| Жінки    | 195     | 34                 | 127              | 34                   |
| Разом    | 400     | 75                 | 278              | 47                   |